# Almanach nova
El Almanach nova plurimis annis venturis inserentia, más conocido por su nombre acortado, Almanach nova (nuevo almanaque, en español), es una obra astronómica que tuvo importancia para la navegación oceánica de comienzos del siglo XVI, sobre todo en los países costeros del mar del Norte y el mar Báltico. Salió a la luz por primera vez en 1499, seguida de una recopilación singular para su época de tablas astronómicas en 1514. Desde el año de su primera publicación hasta su última, en 1551, se llegaron a publicar 13 ediciones del libro.
Este almanaque náutico es obra de Johannes Stöffler, un clérigo, matemático y astrónomo alemán, de la Universidad de Tübingen, famoso por diseñar y construir instrumentos y modelos astronómicos (como el globo celeste de Constanza). También colaboró en la recopilación de los datos el astrónomo Jakob Pflaum, de Ulm. Tuvo gran aceptación en los países costeros del centro y norte de Europa, mientras que los países del sur, entonces a la cabeza en la carrera por la exploración de los océanos, ya habían tenido acceso a otras obras de gran importancia, como el Almanach perpetuum de Abraham Zacuto.
Como ocurre con otros trabajos de esta envergadura de aquella época, copias originales del Almanach nova se encuentran en algunas bibliotecas nacionales y de algunas universidades.